# Joan Curran
Joan Curran, rodným jménem Joan Elizabeth Strothers (26. února 1916 Swansea – 10. února 1999 Glasgow) byla velšská fyzička, která během druhé světové války hrála důležitou roli v projektu Manhattan, kde se podílela se na vývoji radaru a atomové bomby. 
Vynalezla Chaff (Brity původně nazývané Window, Němci Düppel). Jedná se o radarovou techniku protiopatření, která se zasloužila o snížení ztrát mezi posádkami spojeneckých bombardérů. tato technologie umožňuje letadlům kolem sebe šířit oblak malých, tenkých kousků hliníku, metalizovaných skleněných vláken nebo plastů, který se na obrazovkách radarů zobrazuje jako shluk, který odvádí pozornost od letadla.
V pozdějším věku se stala zakládající členkou Skotské společnosti pro rodiče mentálně postižených dětí. V roce 1987 ve svých sedmdesáti letech byla poctěna titulem doktora práv - honoris causa na universitě ve Strathclyde.

## Vzdělání a rodina

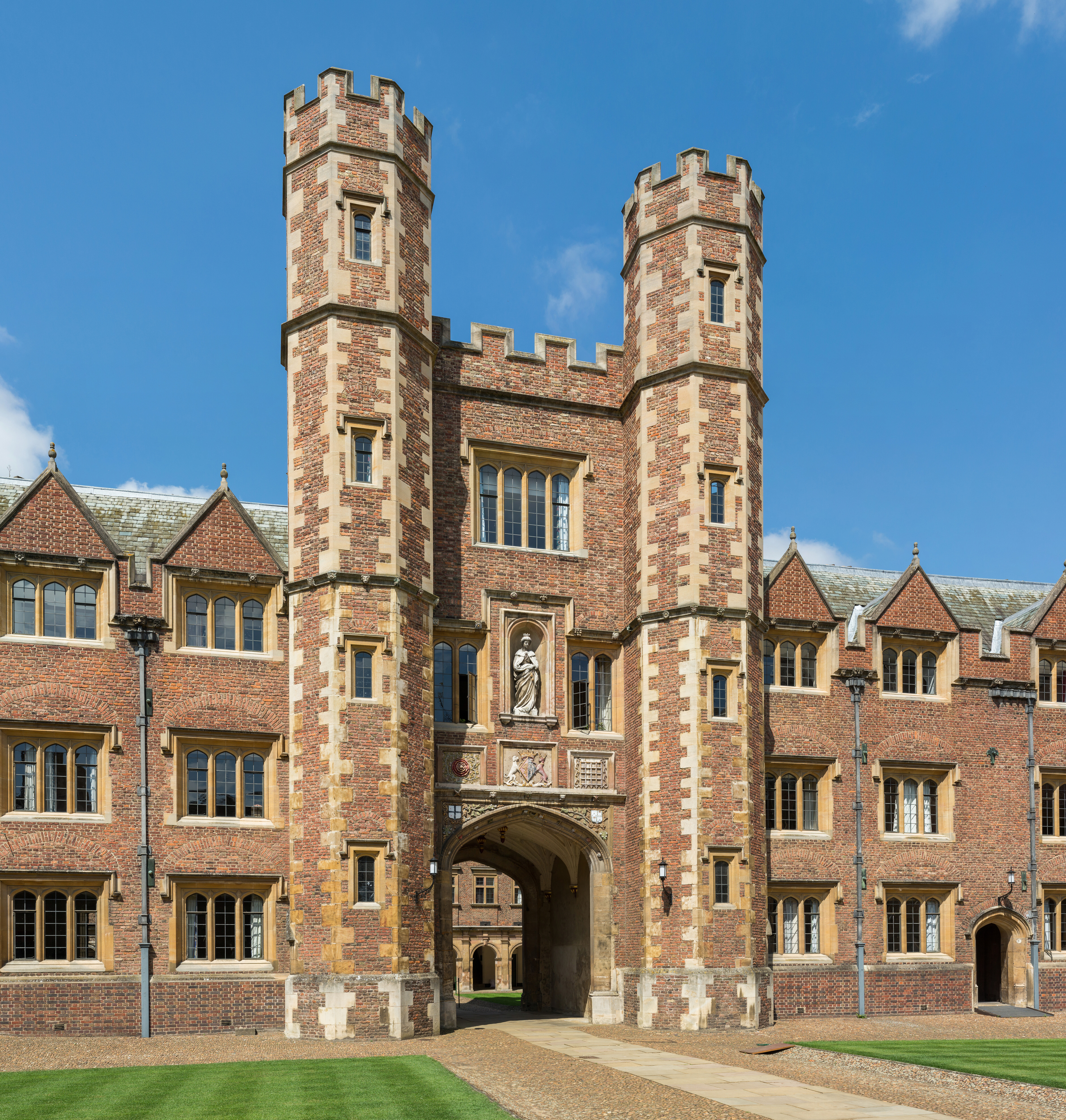
Univerzita v Cambridge

Joan Elizabeth Strothers se narodila 26. února 1916 ve Swansea ve Walesu jako dcera optika Charlese Williama Strothersa a jeho manželky Margaret Beatrice, rozené Millington. Navštěvovala dívčí střední školu ve Swansea a v roce 1934 získala otevřené stipendium na Newnham College v Cambridgi. V roce 1935 veslovala za ženskou univerzitní osmičku v prvním závodě ženských lodí proti Oxfordu.
Ve fyzice získala titul s vyznamenáním. Nebyl jí však udělen, protože na univerzitě v Cambridgi nebylo ženám umožněno získat titul. Přesto dostala vládní grant ke studiu na vyšším stupni, kde se rozhodla pokračovat v prestižní Cavendishově laboratoři v Cambridgi. Ta byla otevřena již v roce 1874 jako laboratoř experimentální fyziky a byla pojmenována po britském chemikovi a fyzikovi Henry Cavendishovi. Laboratoř měla obrovský vliv na výzkum v oborech fyziky a biologie. Zde spolupracovala se Samem Curranem v týmu pod vedením Philipa Dee. Brzy si vybudovala pověst extrémně obratné vědkyně.
V roce 1940 se za Sama Currana provdala. Po přesunu do Berkeley porodila své první dítě, dceru Sheenu, která se narodila těžce mentálně postižená. Později se jim narodili tři synové, kteří všichni získali doktorát.

## Během války
Od 1. září 1939, kdy Spojené království vyhlásilo válku Nacistickému Německu, začala společně s týmem vedeným Philipem Dee pracovat v Exeteru, hlavním městě hrabství Devon, kde pracovali na vývoji raket jako protiletadlových zbraní.

### Roznětka VT
Později se dostala do skupiny Johna Colese, která pracovala na vývoji roznětky proximity. Vyvinuli funkční roznětku, která dostala kódové označení VT (Variable Time Fuze - variabilní časová pojistka). Systém byl vlastně malý Dopplerův radar krátkého dosahu, který používal chytrý obvod. Spojené království nemělo kapacitu na sériovou výrobu roznětky, proto byl návrh převeden do Spojených států amerických misí Tizard koncem roku 1940. Američané roznětku zdokonalili a začali ji sériově vyrábět. Tyto roznětky byly později použity ve Spojeném království, kde sehrály důležitou roli při obraně proti raketě V-1.

### Radarová technika protiopatření

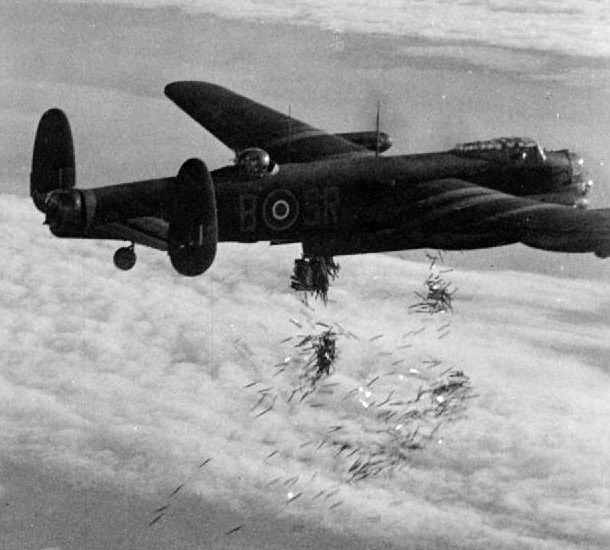
Letadlo shazující Window (Chaff)

Dalším jejím důležitým vynálezem byla technika s kódovým označením Window, která je také známá jako Chaff. Při této radarové technice protiopatření kolem sebe letadla šíří oblak malých, tenkých kusů hliníku, metalizovaných skleněných vláken nebo plastů, který se na obrazovkách radarů zobrazuje jako shluk a odvádí pozornost od letadla.
Technika Window byla poprvé použita v operaci Gomora (sérii náletů na Hamburk od 24. července do 3. srpna 1943), což mělo za následek mnohem nižší počet sestřelených spojeneckých letadel. V rámci operace Tax ve dnech 5.–6. června 1944 byla technika Window použita letouny Avro Lancasters, aby udržela nacisty v nejistotě, zda hlavní nápor spojeneckého útoku bude veden na Normandii nebo na oblast Pas de Calais.  
Reginald Victor Jones později prohlásil:
| „ | "Podle mého názoru Joan Curran přispěla k vítězství v roce 1945 ještě více než její manžel Sam Curran." | “ |

Jones byl britský fyzik a vědecký vojenský zpravodajský expert, který hrál důležitou roli při obraně Spojeného království ve druhé světové válce. Zabýval se rozsáhlým používáním vědy ke zmatení Němců.

### Projekt Manhattan

Nejdůležitější pracoviště Projektu Manhattan

Na začátku roku 1944 byli manželé Joan a Sam Curranovi součástí skupiny britských vědců, kteří byli pozváni do Spojených států amerických, aby se zúčastnili projektu Manhattan. V období 1942–1946 se jednalo o utajený projekt k výrobě atomové bomby. Výzkumné a výrobní provozy se nacházely na 30 místech v Spojených států, Spojeného království a Kanady. Projekt zaměstnával celkem 225 000 lidí a dalších 600 000 lidí na něm pracovalo nepřímo. Většina lidí neměla tušení, že pracuje na jednom z nejtajnějších válečných projektů druhé světové války.
Joan a Sam Curranovi se připojili k britské misi v Berkeley Radiation Laboratory v Kalifornii, vedené Markem Oliphantem, kterého Joan znala z Cavendishovy laboratoře. Oliphant také působil jako zástupce Ernesta Lawrence, ředitele radiační laboratoře. Posláním laboratoře bylo vyvinout proces elektromagnetické separace izotopů pro vytvoření obohaceného uranu, k použití do atomové bomby.

## Po válce
Po skončení války přijal Joanin manžel nabídku od Philipa Dee, aby se stal profesorem přírodní filozofie na univerzitě v Glasgow. V letech 1955 až 1959 pracoval v Atomic Weapons Research Establishment v Aldermastonu na vývoji britské vodíkové bomby. Do Glasgow se vrátil v roce 1959 jako ředitel Royal College of Science and Technology. Když se v roce 1964 stala University of Strathclyde první novou univerzitou ve Skotsku po 384 letech, stal se jejím prvním ředitelem.
Joan se v té době starala především o své tři děti, z nichž jedno bylo postižené. V Glasgow založila s manželem a přáteli Skotskou společnost pro rodiče mentálně postižených dětí (Enable), která se nakonec rozrostla na 100 poboček s více než 5000 členy. Později, když byla členkou Greater Glasgow Health Board a Scottish Special Housing Association, udělala hodně pro jejich podporu. Pomohla zlepšit nabídku zařízení, zejména pro zdravotně postižené studenty vysokých škol.
Založila také Strathclyde Women's Group a stala se její prezidentkou. Udržovala vztah s Technickou univerzitou v Lodži a věnovala péči zdejší dětské nemocnici. Později založila nadační fond Lady Curran pro zámořské, zejména polské studenty. V roce 1987 Joan získala čestný titul doktora literatury na universitě v Strathclyde.

## Konec života
Joanin manžel zemřel 25. února 1998. Joan poté odhalila pamětní desku v Barony Hall v Glasgow, aby připomínala památku jejího manžela.
V témže roce vážně onemocněla rakovinou. Svého muže přežila pouze o rok, když zemřela 10. února 1999. Byla zpopelněna v krematoriu v Daldowie. Na její počest byla pojmenována zahrada v Ross Priory na Loch Lomondside a zároveň zde byl postaven Joan Curran Summer House.